# Патриаршие приходы в Туркменистане
Патриаршее благочиние приходов Русской православной церкви в Туркменистане — каноническое подразделение Русской православной церкви на территории Туркменистана, с 2011 года в составе Среднеазиатского митрополичьего округа.

## История
12 ноября 1871 года была учреждена обширная Туркестанская епархия, куда вошла вся территория Средней Азии, находившаяся в составе Российской империи.
В 1922 году архиепископ Туркестанский Иннокентий (Пустынский) проектировал учредить в Асхабаде кафедру викария, было и положительное решение местного духовенства и церковно-приходских советов — но, вследствие внезапного отъезда Иннокентия из Туркестана, это не осуществилось.
В мае 2005 года президент Туркменистана Сапармурат Ниязов обратился к Патриарху Московскому и всея Руси Алексию II с неожиданным предложением подчинить приходы, расположенные на территории его страны, непосредственно Патриарху. Подоплёкой такого обращения называлось нежелание Ниязова хоть в какой-то сфере подчиняться Ташкенту.
12 октября 2007 года Священный синод Русской православной церкви постановил «образовать из приходов Ташкентской и Среднеазиатской епархии Русской Православной Церкви, расположенных на территории Республики Туркменистан, благочиние в ведении Святейшего Патриарха Московского и всея Руси, исключив их из состава Ташкентской и Среднеазиатской епархии».
27 мая 2008 года состоялась встреча председателя Отдела внешних церковных связей митрополита Кирилла (Гундяева) и президента Туркменистана Гурбангулы Бердымухамедова, в ходе которой были обсуждены вопросы, связанные с организацией в стране отдельной православной епархии.
Решением Синода от 6 октября 2008 года епископ Магнитогорский Феофилакт (Курьянов) был назначен епископом Бронницким, викарием Московской епархии, с поручением управления приходами Патриаршего благочиния в Республике Туркменистан. Решением Священного Синода от 31 марта 2009 года после назначения епископа Феофилакта правящим архиереем Смоленской и Вяземской епархии за ним были сохранены обязанности по архипастырскому окормлению православных приходов в Туркменистане.
С момента назначения епископа Феофилакта на Смоленскую кафедру Смоленская православная духовная семинария взяла на себя ответственность по образовательной деятельности для священнослужителей и церковнослужителей этого региона.
24 апреля 2009 года состоялось первое за 12 лет освящение православной церкви на территории Туркменистана — храма в честь апостола Фомы в городе Теджене.
В 2009 году впервые пасхальные песнопения были переведены на туркменский язык и прозвучали за богослужением во всех приходах страны.
21 декабря 2009 года епископ Феофилакт совершил освящение храма святых Кирилла и Мефодия в городе Абадане.
12 сентября 2010 года в Туркменистане состоялась первая за 12 лет иерейская хиротония.
27 июля 2011 года Патриаршее благочиние в Республике Туркменистан было включено в состав новообразованного Среднеазиатского митрополичьего округа; управление благочинием было также временно сохранено за епископом Феофилактом.

## Епископы
- 6 октября 2008 — 27 июля 2011 — Феофилакт (Курьянов), епископ Бронницкий (с 31 марта 2009 — Смоленский и Вяземский, с 22 марта 2011 — Пятигорский и Черкесский)
- с 27 июля 2011 — Феофилакт (Курьянов), в/у, епископ Пятигорский и Черкесский (с 1 февраля 2014 — архиепископ)

## Благочиннические округа
По состоянию на октябрь 2022 года:
- Ашхабадско-Дашогузское
- Балканабадское
- Туркменабадско-Марыйское

## Современное состояние

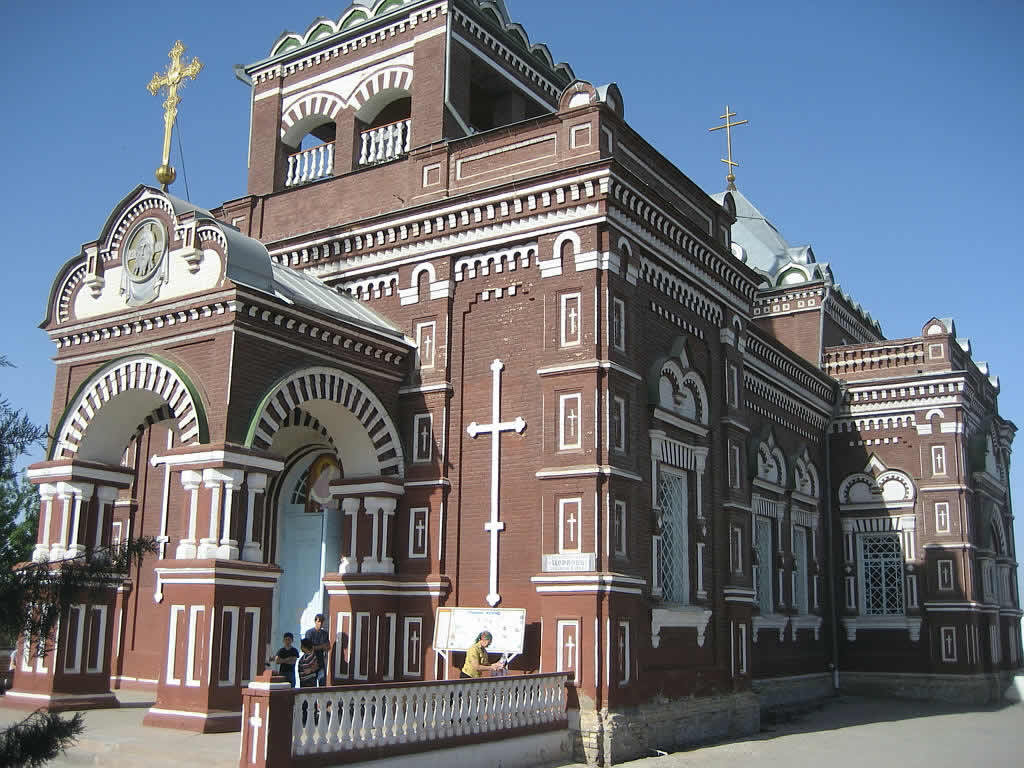
Покровская церковь в Мары

В настоящее время на территории благочиния действует 12 православных храмов, в которых служат 15 священников. Действует женский монастырь во имя святителя Николая Чудотворца в Ашхабаде.
Ведётся работа по созданию и регистрации новых православных общин в нескольких городах Туркменистана — Керки, Серхетабаде, Сердаре, Хазаре, Карабогазе и Махтумкули.
Не решён вопрос о передаче православным общинам храмов, использующихся с советских времён как склады и музеи. Не удаётся достичь понимания в вопросах выделения участков для строительства новых храмов. Возникают сложности с получением виз для священнослужителей, не имеющих гражданства Туркменистана.
Как отметил в августе 2012 года митрополит Среднеазиатский Викентий, в будущем для Туркменистана будет назначен и рукоположён епископ.